# Willi Lang (Tischtennisspieler)
Willi Lang (* vor 1922) ist ein ehemaliger deutscher Tischtennisspieler. Er bestritt in den 1930er Jahren ein Länderspiel.

## Werdegang
Über Willi Lang ist wenig bekannt. Er erzielte in den 1930er Jahren lokale Erfolge in Bayern, zunächst bei den bayerischen Jugendmeisterschaften, wo er 1932 im Doppel mit F. Göpfert (der auch im Tennis aktiv war) siegte. Von 1934 bis 1937 wurde er bayerischer Meister sowohl im Einzel als auch im Doppel mit Plötz. Er spielte zunächst beim Verein TV 1873 Nürnberg und wechselte dann zum TTC Nürnberg-Gebersdorf, wo er noch Mitte der 1960er Jahre aktiv war.
Einmal wurde er für ein Länderspiel nominiert. Gegen Jugoslawien verlor Deutschland 1:5, den einzigen Sieg holte Willi Lang.

## Privat
Willi Lang betrieb ein Café in der Nürnberger Kaiserstraße. Für die Fußballer des 1. FC Nürnberg fungierte er bei Auslandsreisen ehrenamtlich als Koch.